# Brunson P. Bliven
Brunson P. Bliven (ur. 9 grudnia 1910, zm. w październiku 1980 w Eurece) – amerykański entomolog, specjalizujący się w hemipterologii.
Bliven zajmował się głównie taksonomią pluskwiaków różnoskrzydłych i piewików, ale pisał też o koliszkach. W latach 1954–1973 opisał liczne nowe gatunki. Większość z opisów ukazała się w założonym przez niego czasopiśmie Occidental Entomologist, ale publikował też m.in. w Bulletin of the Brooklyn Entomological Society, a w 1956 roku wydał książkę New Hemiptera from the western states with illustrations of previously described species and new synonymy in the Psyllidae. Jego zbiór entomologiczny oraz kolekcja literatury wykupione zostały przez California Academy of Sciences w San Francisco oraz Departament Rolnictwa Stanu Kalifornia.
Na jego cześć nazwano m.in. gatunek Irbisia bliveni.